# Danh sách cầu thủ tham dự giải vô địch bóng đá U-20 Bắc, Trung Mỹ và Caribe 2011
Đây là danh sách các đội hình tham dự Giải vô địch bóng đá U-20 Bắc, Trung Mỹ và Caribe 2011 tổ chức ở Guatemala từ 28 tháng 3 – 10 tháng 4 năm 2011.

## Bảng A

### Guatemala
Huấn luyện viên:  Ever Hugo Almeida

| Số | VT | Cầu thủ                | Ngày sinh (tuổi)            | Trận | Bàn | Câu lạc bộ                |
| -- | -- | ---------------------- | --------------------------- | ---- | --- | ------------------------- |
| 1  | TM | Diego Armando Chacon   | 14 tháng 7, 1992 (18 tuổi)  |      |     | Chivas USA                |
| 2  | HV | José Humberto Andrade  | 11 tháng 4, 1991 (19 tuổi)  |      |     | Cobán Imperial            |
| 3  | HV | Manuel Enrique Moreno  | 18 tháng 6, 1991 (19 tuổi)  |      |     | Juventud Retalteca        |
| 4  | HV | Willian Omar Ramirez   | 21 tháng 4, 1991 (19 tuổi)  |      |     | Nueva Concepción          |
| 5  | HV | Elías Vásquez          | 18 tháng 6, 1992 (18 tuổi)  |      |     | Comunicaciones            |
| 6  | TV | José Javier del Aguila | 7 tháng 3, 1991 (20 tuổi)   |      |     | Comunicaciones            |
| 7  | TV | Marvin Ceballos        | 22 tháng 4, 1992 (18 tuổi)  |      |     | Comunicaciones            |
| 8  | TV | José Carlos Castillo   | 18 tháng 2, 1992 (19 tuổi)  |      |     | Virginia Commonwealth     |
| 9  | TĐ | Henry David López      | 8 tháng 8, 1992 (18 tuổi)   |      |     | Noroeste Bauru            |
| 10 | TV | Kevin Norales          | 26 tháng 1, 1992 (19 tuổi)  |      |     | Marquense                 |
| 11 | TĐ | Kendel Herrarte        | 6 tháng 4, 1992 (18 tuổi)   |      |     | Comunicaciones            |
| 12 | TM | José Carlos Morales    | 14 tháng 2, 1991 (20 tuổi)  |      |     | La Gomera                 |
| 14 | HV | José Manuel Lemus      | 5 tháng 11, 1992 (18 tuổi)  |      |     | Comunicaciones            |
| 15 | HV | Sixto Betancourt       | 16 tháng 5, 1992 (18 tuổi)  |      |     | Juventud Retalteca        |
| 16 | TV | Cristian Lima          | 2 tháng 10, 1992 (18 tuổi)  |      |     | Jalapa                    |
| 17 | TV | Marco Tulio Rivas      | 20 tháng 4, 1991 (19 tuổi)  |      |     | Municipal                 |
| 18 | TĐ | Abner Bonilla          | 5 tháng 10, 1991 (19 tuổi)  |      |     | Cobán Imperial            |
| 19 | HV | Jonathan Rodriguez     | 22 tháng 8, 1991 (19 tuổi)  |      |     | Guatemalan Soccer Academy |
| 20 | TV | Gerson Lima            | 10 tháng 11, 1992 (18 tuổi) |      |     | Jalapa                    |
| 21 | TM | José Carlos Garcia     | 16 tháng 2, 1993 (18 tuổi)  |      |     | Nueva Concepción          |

### Honduras
Huấn luyện viên:  Javier Padilla

| Số | VT | Cầu thủ         | Ngày sinh (tuổi)            | Trận | Bàn | Câu lạc bộ  |
| -- | -- | --------------- | --------------------------- | ---- | --- | ----------- |
| 1  | TM | Gerson Argueta  | 10 tháng 3, 1991 (20 tuổi)  |      |     | Olimpia     |
| 2  | TV | Jorge Escobar   | 19 tháng 3, 1991 (20 tuổi)  |      |     | Motagua     |
| 3  | HV | Jorge Cardona   | 6 tháng 3, 1991 (20 tuổi)   |      |     | Platense    |
| 4  | HV | Ever Alvarado   | 30 tháng 1, 1992 (19 tuổi)  |      |     | Real España |
| 5  | HV | Bryan Castro    | 5 tháng 3, 1991 (20 tuổi)   |      |     | Real España |
| 6  | HV | Allan Rivas     | 6 tháng 1, 1992 (19 tuổi)   |      |     | Olimpia     |
| 7  | TV | Wilmer Fuentes  | 21 tháng 4, 1992 (18 tuổi)  |      |     | Marathón    |
| 8  | TV | Clayvin Zúñiga  | 29 tháng 3, 1991 (19 tuổi)  |      |     | Real España |
| 9  | TĐ | Anthony Lozano  | 25 tháng 4, 1993 (17 tuổi)  |      |     | Olimpia     |
| 10 | HV | Alexander López | 5 tháng 6, 1992 (18 tuổi)   |      |     | Olimpia     |
| 11 | TĐ | Román Castillo  | 20 tháng 11, 1991 (19 tuổi) |      |     | Vida        |
| 12 | TM | Marlon Licona   | 9 tháng 2, 1991 (20 tuổi)   |      |     | Motagua     |
| 13 | HV | José Tobías     | 20 tháng 1, 1992 (19 tuổi)  |      |     | Real España |
| 14 | TV | José Garza      | 13 tháng 4, 1991 (19 tuổi)  |      |     | Real España |
| 15 | HV | Sifredo Lozano  | 19 tháng 11, 1991 (19 tuổi) |      |     | Platense    |
| 16 | HV | Johny Rivera    | 27 tháng 4, 1992 (18 tuổi)  |      |     | Real España |
| 17 | TV | Davián Quiñónez | 21 tháng 6, 1992 (18 tuổi)  |      |     | Olimpia     |
| 18 | TV | Néstor Martínez | 4 tháng 5, 1992 (18 tuổi)   |      |     | Olimpia     |
| 19 | TĐ | Eddie Hernández | 27 tháng 2, 1991 (20 tuổi)  |      |     | Platense    |
| 20 | HV | Gustavo Carías  | 22 tháng 7, 1991 (19 tuổi)  |      |     | Necaxa      |

### Jamaica
Huấn luyện viên:  Walter Gama

| Số | VT | Cầu thủ            | Ngày sinh (tuổi)            | Trận | Bàn | Câu lạc bộ                          |
| -- | -- | ------------------ | --------------------------- | ---- | --- | ----------------------------------- |
| 1  | TM | Gregory McKogg     | 9 tháng 3, 1992 (19 tuổi)   |      |     | St. Elizabeth Technical High School |
| 2  | HV | Oniel Fisher       | 22 tháng 11, 1991 (19 tuổi) |      |     | St. George's                        |
| 3  | HV | Richardo Israel    | 9 tháng 9, 1991 (19 tuổi)   |      |     | Unattached                          |
| 4  | HV | Jhamie Hyde        | 21 tháng 12, 1992 (18 tuổi) |      |     | Harbour View                        |
| 5  | HV | Sergio Campbell    | 16 tháng 1, 1992 (19 tuổi)  |      |     | Clarendon College                   |
| 6  | TĐ | Jamiel Hardware    | 12 tháng 3, 1992 (19 tuổi)  |      |     | Boys' Town                          |
| 7  | TĐ | Craig Foster       | 7 tháng 9, 1991 (19 tuổi)   |      |     | Reno                                |
| 8  | TV | Devon Williams     | 8 tháng 4, 1992 (18 tuổi)   |      |     | St. George's                        |
| 9  | TV | Marvin Morgan, Jr. | 16 tháng 8, 1992 (18 tuổi)  |      |     | Boys' Town                          |
| 10 | TĐ | Paul Wilson        | 16 tháng 7, 1993 (17 tuổi)  |      |     | Glenmuir High School                |
| 11 | TV | Ricardo Morris     | 2 tháng 11, 1992 (18 tuổi)  |      |     | Portmore United                     |
| 12 | TĐ | Allan Ottey        | 18 tháng 12, 1992 (18 tuổi) |      |     | Portmore United                     |
| 13 | TM | Kemar Foster       | 30 tháng 8, 1992 (18 tuổi)  |      |     | Innswood High School                |
| 14 | TV | Denmark Gillings   | 28 tháng 10, 1991 (19 tuổi) |      |     | St. Elizabeth Technical High School |
| 15 | TV | Neco Brett         | 22 tháng 3, 1992 (19 tuổi)  |      |     | Excelsior High School               |
| 16 | HV | Kemar Lawrence     | 17 tháng 9, 1992 (18 tuổi)  |      |     | Harbour View                        |
| 17 | TV | Ewan Grandison     | 28 tháng 11, 1991 (19 tuổi) |      |     | Lennon High School                  |
| 18 | TV | Ashani Walker      | 10 tháng 7, 1992 (18 tuổi)  |      |     | Jamaica College                     |
| 19 | HV | Jason Wallace      | 13 tháng 12, 1991 (19 tuổi) |      |     | Unattached                          |
| 20 | TV | Jason Watson       | 2 tháng 3, 1991 (20 tuổi)   |      |     | Waterhouse F.C.                     |

## Bảng B

### Panama
Huấn luyện viên:  Jose Alfredo Poyatos

| Số | VT | Cầu thủ            | Ngày sinh (tuổi)            | Trận | Bàn | Câu lạc bộ            |
| -- | -- | ------------------ | --------------------------- | ---- | --- | --------------------- |
| 1  | TM | Kevin Melgar       | 19 tháng 11, 1992 (18 tuổi) | 9    | 0   | Alianza F.C.          |
| 2  | HV | Edward Benitez     | 15 tháng 10, 1991 (19 tuổi) | 7    | 0   | Chorrillo F.C.        |
| 3  | HV | Harold Cummings    | 1 tháng 3, 1992 (19 tuổi)   | 9    | 1   | River Plate           |
| 4  | HV | Josue Flores       | 31 tháng 3, 1993 (17 tuổi)  | 8    | 0   | Chorrillo F.C.        |
| 5  | TV | Manuel Vargas      | 19 tháng 1, 1991 (20 tuổi)  | 7    | 0   | Tauro F.C.            |
| 6  | HV | Francisco Vence    | 11 tháng 4, 1992 (18 tuổi)  | 6    | 0   | Chorrillo F.C.        |
| 7  | TV | Jairo Jimenéz      | 7 tháng 1, 1993 (18 tuổi)   | 5    | 0   | Torrellano Illice CF  |
| 8  | TV | Paul Cordero       | 28 tháng 3, 1991 (20 tuổi)  | 8    | 0   | Chepo F.C.            |
| 9  | TĐ | Cecilio Waterman   | 13 tháng 4, 1991 (19 tuổi)  | 12   | 8   | Centro Atlético Fénix |
| 10 | TV | Josimar Gomez      | 28 tháng 6, 1992 (18 tuổi)  | 8    | 0   | Chepo F.C.            |
| 11 | TĐ | Javier Caicedo     | 14 tháng 7, 1991 (19 tuổi)  | 6    | 2   | Plaza Amador          |
| 12 | TM | Adnihell Ariano    | 14 tháng 1, 1991 (20 tuổi)  | 2    | 0   | Tauro F.C.            |
| 13 | HV | Oscar Linton       | 29 tháng 1, 1993 (18 tuổi)  | 3    | 0   | Chepo F.C.            |
| 14 | HV | Jose Pimentel      | 30 tháng 4, 1992 (18 tuổi)  | 4    | 0   | San Francisco F.C.    |
| 15 | HV | Roberto Chen       | 24 tháng 5, 1994 (16 tuổi)  | 3    | 0   | San Francisco F.C.    |
| 16 | TV | Rolando Botello    | 20 tháng 11, 1991 (19 tuổi) | 5    | 0   | Tauro F.C.            |
| 17 | TĐ | Gabriel Avila      | 12 tháng 4, 1991 (19 tuổi)  | 8    | 5   | Atletico Chiriquí     |
| 18 | TV | Erick Davis        | 31 tháng 3, 1991 (19 tuổi)  | 8    | 2   | Deportivo Arabe Unido |
| 19 | HV | Algish Dixon       | 11 tháng 4, 1992 (18 tuổi)  | 6    | 0   | Alianza F.C.          |
| 20 | TĐ | José Diego Álvarez | 28 tháng 3, 1991 (20 tuổi)  | 8    | 3   | Slavia Prague         |

### Suriname
Huấn luyện viên:  Harold Deyl

| Số | VT | Cầu thủ           | Ngày sinh (tuổi)            | Trận | Bàn | Câu lạc bộ     |
| -- | -- | ----------------- | --------------------------- | ---- | --- | -------------- |
| 1  | TM | Firgilio Lamsberg | 27 tháng 1, 1991 (20 tuổi)  | 5    | 0   |                |
| 2  | HV | Gillermo Faerber  | 15 tháng 4, 1992 (18 tuổi)  | 7    | 0   | SV Leo Victor  |
| 4  | HV | Albert Nibte      | 20 tháng 5, 1993 (17 tuổi)  | 7    | 0   | SV Leo Victor  |
| 5  | HV | Rocky Kaise       | 7 tháng 4, 1992 (18 tuổi)   | 7    | 0   | S.V. Transvaal |
| 6  | TV | Daninhio Gill     | 18 tháng 5, 1992 (18 tuổi)  | 3    | 0   | SV Voorwaarts  |
| 7  | TV | Vitorino Pinas    | 4 tháng 10, 1992 (18 tuổi)  | 7    | 2   | S.V. Robinhood |
| 8  | TV | Olvido Misidjang  | 15 tháng 1, 1991 (20 tuổi)  | 7    | 1   | SV Leo Victor  |
| 9  | TĐ | Arsenio Poina     | 2 tháng 3, 1993 (18 tuổi)   | 1    | 0   | SV Leo Victor  |
| 10 | TĐ | Daniel Afiankoi   | 26 tháng 2, 1992 (19 tuổi)  | 7    | 1   | S.V. Robinhood |
| 11 | TV | Julnes Plet       | 13 tháng 3, 1991 (20 tuổi)  | 5    | 1   | SV Voorwaarts  |
| 12 | TV | Kevin Martin      | 16 tháng 11, 1992 (18 tuổi) | 5    | 0   | S.V. Transvaal |
| 13 | HV | Klinston Vrede    | 20 tháng 2, 1991 (20 tuổi)  | 0    | 0   |                |
| 14 | HV | Kevin Veira       | 29 tháng 4, 1993 (17 tuổi)  | 6    | 0   | SV Leo Victor  |
| 15 | TĐ | Dimitrie Apai     | 19 tháng 7, 1994 (16 tuổi)  | 6    | 2   | S.V. Transvaal |
| 16 | TĐ | Stefano Rijssel   | 26 tháng 3, 1992 (19 tuổi)  | 5    | 7   | SV Leo Victor  |
| 17 | TV | Jerny Faerber     | 15 tháng 4, 1992 (18 tuổi)  | 5    | 0   | S.V. Transvaal |
| 18 | TV | Quintin Dors      | 25 tháng 4, 1991 (19 tuổi)  | 0    | 0   |                |
| 19 | TM | Rainel Godfried   | 27 tháng 3, 1992 (19 tuổi)  | 2    | 0   | S.V. Robinhood |
| 20 | TV | Ilunga Edwards    | 0 tháng 12, 1991 (20 tuổi)  | 0    | 0   |                |
| 22 | TM | Claidel Kohinor   | 7 tháng 2, 1992 (19 tuổi)   | 5    | 0   | SV Leo Victor  |

### Hoa Kỳ
Huấn luyện viên:  Thomas Rongen

| Số | VT | Cầu thủ            | Ngày sinh (tuổi)            | Trận | Bàn | Câu lạc bộ               |
| -- | -- | ------------------ | --------------------------- | ---- | --- | ------------------------ |
| 1  | TM | Zac MacMath        | 7 tháng 8, 1991 (19 tuổi)   |      |     | Philadelphia Union       |
| 2  | HV | Gale Agbossoumonde | 17 tháng 11, 1991 (19 tuổi) |      |     | Djurgården               |
| 3  | HV | Zarek Valentin     | 6 tháng 8, 1991 (19 tuổi)   |      |     | Chivas USA               |
| 4  | HV | Moises Hernandez   | 16 tháng 8, 1992 (18 tuổi)  |      |     | FC Dallas                |
| 5  | HV | Perry Kitchen      | 29 tháng 2, 1992 (19 tuổi)  |      |     | D.C. United              |
| 6  | TV | Dillon Powers      | 14 tháng 2, 1991 (20 tuổi)  |      |     | University of Notre Dame |
| 7  | TV | Joseph Gyau        | 16 tháng 9, 1992 (18 tuổi)  |      |     | 1899 Hoffenheim          |
| 8  | TV | Sebastian Lletget  | 3 tháng 9, 1992 (18 tuổi)   |      |     | West Ham United          |
| 9  | TĐ | Conor Doyle        | 13 tháng 10, 1991 (19 tuổi) |      |     | Derby County             |
| 10 | TV | Kelyn Rowe         | 2 tháng 12, 1991 (19 tuổi)  |      |     | UCLA                     |
| 11 | TĐ | Bobby Wood         | 15 tháng 11, 1992 (18 tuổi) |      |     | 1860 Munich              |
| 12 | HV | Šaćir Hot          | 10 tháng 6, 1991 (19 tuổi)  |      |     | New York Red Bulls       |
| 13 | HV | Greg Garza         | 16 tháng 8, 1991 (19 tuổi)  |      |     | Estoril Praia            |
| 14 | TV | Amobi Okugo        | 13 tháng 3, 1991 (20 tuổi)  |      |     | Philadelphia Union       |
| 15 | HV | Korey Veeder       | 3 tháng 10, 1991 (19 tuổi)  |      |     | Columbus Crew            |
| 16 | TV | Moises Orozco      | 6 tháng 2, 1992 (19 tuổi)   |      |     | UANL                     |
| 17 | TĐ | Omar Salgado       | 10 tháng 9, 1993 (17 tuổi)  |      |     | Vancouver Whitecaps      |
| 18 | TM | Cody Cropper       | 16 tháng 2, 1993 (18 tuổi)  |      |     | Ipswich Town             |
| 19 | HV | Sebastien Ibeagha  | 21 tháng 1, 1992 (19 tuổi)  |      |     | Duke University          |
| 20 | TĐ | Eder Arreola       | 13 tháng 11, 1991 (19 tuổi) |      |     | UCLA                     |

## Bảng C

### Canada
Huấn luyện viên:  Valerio Gazzola

| Số | VT | Cầu thủ                     | Ngày sinh (tuổi)            | Trận | Bàn | Câu lạc bộ                 |
| -- | -- | --------------------------- | --------------------------- | ---- | --- | -------------------------- |
| 1  | TM | Julien Latendresse-Lévesque | 27 tháng 2, 1991 (20 tuổi)  |      |     | Energie Cottbus            |
| 2  | HV | Tristan Grant               | 31 tháng 1, 1992 (19 tuổi)  |      |     | Nacional                   |
| 3  | TV | Ben Fisk                    | 4 tháng 2, 1993 (18 tuổi)   |      |     | Vancouver Whitecaps        |
| 4  | HV | Doneil Henry                | 20 tháng 4, 1993 (17 tuổi)  |      |     | Toronto FC                 |
| 5  | HV | Derrick Bassi               | 29 tháng 2, 1992 (19 tuổi)  |      |     | Vancouver Whitecaps        |
| 6  | TV | Matt Stinson                | 9 tháng 9, 1992 (18 tuổi)   |      |     | Toronto FC                 |
| 7  | TV | Russell Teibert             | 22 tháng 12, 1992 (18 tuổi) |      |     | Vancouver Whitecaps        |
| 8  | TV | Ethan Gage                  | 8 tháng 5, 1991 (19 tuổi)   |      |     | Reading                    |
| 9  | TĐ | Stefan Cebara               | 12 tháng 4, 1991 (19 tuổi)  |      |     | Zalaegerszeg               |
| 10 | TV | Jonathan Osorio             | 6 tháng 12, 1991 (19 tuổi)  |      |     | Nacional                   |
| 11 | TV | John Pegg                   | 12 tháng 5, 1991 (19 tuổi)  |      |     | San Diego State University |
| 12 | TĐ | Justin Maheu                | 23 tháng 1, 1992 (19 tuổi)  |      |     | Fortuna Düsseldorf         |
| 13 | HV | Andrés Fresenga             | 13 tháng 10, 1992 (18 tuổi) |      |     | Racing Club                |
| 14 | TĐ | Coulton Jackson             | 10 tháng 2, 1992 (19 tuổi)  |      |     | Vancouver Whitecaps        |
| 15 | TĐ | Massimo Mirabelli           | 21 tháng 10, 1991 (19 tuổi) |      |     | SC Toronto                 |
| 16 | HV | Roger Thompson              | 19 tháng 12, 1991 (19 tuổi) |      |     | University of Cincinnati   |
| 17 | TĐ | Lucas Cavallini             | 28 tháng 12, 1992 (18 tuổi) |      |     | Nacional                   |
| 18 | TM | Jordan Santiago             | 4 tháng 3, 1991 (20 tuổi)   |      |     | Cardiff City               |
| 19 | TĐ | Jordan Ongaro               | 14 tháng 1, 1992 (19 tuổi)  |      |     | San Diego State University |
| 20 | HV | Francesco Augustin          | 3 tháng 2, 1992 (19 tuổi)   |      |     | Montreal Impact            |

### Costa Rica
Huấn luyện viên:  Ronald Gonzalez

| Số | VT | Cầu thủ             | Ngày sinh (tuổi)            | Trận | Bàn | Câu lạc bộ  |
| -- | -- | ------------------- | --------------------------- | ---- | --- | ----------- |
| 1  | TM | Mauricio Vargas     | 27 tháng 2, 1991 (20 tuổi)  |      |     | Albacete    |
| 2  | HV | Jordan Smith        | 31 tháng 1, 1992 (19 tuổi)  |      |     | Le Havre    |
| 3  | HV | Keiner Brown        | 4 tháng 2, 1993 (18 tuổi)   |      |     | Brujas      |
| 4  | HV | Ariel Contreras     | 20 tháng 4, 1993 (17 tuổi)  |      |     | Saprissa    |
| 5  | TV | Rafael Chávez       | 29 tháng 2, 1992 (19 tuổi)  |      |     | Costa Rica  |
| 6  | TĐ | John Jairo Ruiz     | 9 tháng 9, 1992 (18 tuổi)   |      |     | Saprissa    |
| 7  | TĐ | Mynor Escoe         | 22 tháng 12, 1992 (18 tuổi) |      |     | Lorient     |
| 8  | TV | Juan Bustos Golobio | 8 tháng 5, 1991 (19 tuổi)   |      |     | Saprissa    |
| 9  | TĐ | Joshua Díaz         | 12 tháng 4, 1991 (19 tuổi)  |      |     | Puntarenas  |
| 10 | TĐ | Joel Campbell       | 6 tháng 12, 1991 (19 tuổi)  |      |     | Saprissa    |
| 11 | TV | Bryan Vega          | 12 tháng 5, 1991 (19 tuổi)  |      |     | Brujas      |
| 12 | TV | Diego Calvo         | 23 tháng 1, 1992 (19 tuổi)  |      |     | Alajuelense |
| 13 | TV | Pablo Martínez      | 13 tháng 10, 1992 (18 tuổi) |      |     | Alajuelense |
| 14 | TĐ | Vianney Blanco      | 10 tháng 2, 1992 (19 tuổi)  |      |     | Alajuelense |
| 15 | HV | Joseph Mora         | 21 tháng 10, 1991 (19 tuổi) |      |     | Alajuelense |
| 16 | HV | Ariel Soto          | 19 tháng 12, 1991 (19 tuổi) |      |     | Brujas      |
| 17 | TV | Yeltsin Tejeda      | 28 tháng 12, 1992 (18 tuổi) |      |     | Saprissa    |
| 18 | TM | Kevin Briceño       | 4 tháng 3, 1991 (20 tuổi)   |      |     | Brujas      |
| 19 | TĐ | Deyver Vega         | 14 tháng 1, 1992 (19 tuổi)  |      |     | Brujas      |
| 20 | TĐ | Esteban López       | 3 tháng 2, 1992 (19 tuổi)   |      |     | Brujas      |

### Guadeloupe
Huấn luyện viên:  Steve Bizasene

| Số | VT | Cầu thủ             | Ngày sinh (tuổi)            | Trận | Bàn | Câu lạc bộ          |
| -- | -- | ------------------- | --------------------------- | ---- | --- | ------------------- |
| 1  | TM | Kevin Anselme       | 25 tháng 7, 1991 (19 tuổi)  |      |     | Evolucas            |
| 2  | HV | Mathieu Roda        | 23 tháng 5, 1992 (18 tuổi)  |      |     | Phare du Canal      |
| 3  | HV | Pierre Saint-Geraud | 7 tháng 3, 1993 (18 tuổi)   |      |     | La Gauloise         |
| 4  | HV | Jeremy Valmy        | 16 tháng 8, 1991 (19 tuổi)  |      |     | CS Moulien          |
| 5  | HV | Kévin Lumon         | 23 tháng 6, 1991 (19 tuổi)  |      |     | CS Moulien          |
| 6  | TV | Johan Angloma       | 18 tháng 10, 1993 (17 tuổi) |      |     | Etoile              |
| 7  | TV | Wilhelm Séverin     | 13 tháng 5, 1991 (19 tuổi)  |      |     | Stade Lamentinois   |
| 8  | TĐ | Joey Mérabli        | 9 tháng 2, 1991 (20 tuổi)   |      |     | Stade Lamentinois   |
| 9  | TĐ | Vladimir Pascal     | 27 tháng 5, 1992 (18 tuổi)  |      |     | AS Dragon           |
| 10 | TĐ | Thomas Grava        | 9 tháng 1, 1992 (19 tuổi)   |      |     | Evolucas            |
| 11 | TV | Neil Roche          | 26 tháng 4, 1991 (19 tuổi)  |      |     | JS Vieux-Habitants  |
| 12 | TV | Christophe Houelche | 3 tháng 2, 1991 (20 tuổi)   |      |     | CS Moulien          |
| 13 | TĐ | Ludovic Piqueur     | 28 tháng 1, 1991 (20 tuổi)  |      |     | Siroco les Abymes   |
| 14 | TV | Jean-Marc Hatchi    | 30 tháng 1, 1992 (19 tuổi)  |      |     | Stade Malherbe Caen |
| 15 | TĐ | Kevin Sainte-Luce   | 28 tháng 4, 1993 (17 tuổi)  |      |     | Cardiff City        |
| 16 | TM | Jordan Sennoaj      | 12 tháng 3, 1992 (19 tuổi)  |      |     | Jeunesse Evolution  |
| 17 | HV | Jérôme Eliezer      | 22 tháng 6, 1993 (17 tuổi)  |      |     | Etoile              |
| 18 | TV | Rohann Rambojan     | 24 tháng 10, 1991 (19 tuổi) |      |     | Evolucas            |
| 19 | TV | Krismiler Bolmin    | 30 tháng 3, 1991 (19 tuổi)  |      |     | CS Moulien          |
| 20 | HV | Lewis Laporal       | 3 tháng 1, 1991 (20 tuổi)   |      |     | AC Amboise          |

## Bảng D

### Cuba
| 0#0 | Vị trí | Cầu thủ           | Ngày sinh và tuổi           | Câu lạc bộ |
| --- | ------ | ----------------- | --------------------------- | ---------- |
| 1   | TM     | Odisnel Cooper    | 31 tháng 3, 1992 (18 tuổi)  | Cuba       |
| 2   | HV     | Ariel Moret       | 11 tháng 3, 1991 (20 tuổi)  | Cuba       |
| 3   | HV     | Jorge Corrales    | 20 tháng 5, 1991 (19 tuổi)  | Cuba       |
| 4   | HV     | Dairo Macias      | 10 tháng 5, 1991 (19 tuổi)  | Cuba       |
| 5   | HV     | Renay Malblanche  | 8 tháng 8, 1991 (19 tuổi)   | Cuba       |
| 6   | TV     | Osay Martinez     | 19 tháng 5, 1991 (19 tuổi)  | Cuba       |
| 7   | TV     | Ricardo Pena      | 21 tháng 12, 1992 (18 tuổi) | Cuba       |
| 8   | HV     | Darío Suárez      | 8 tháng 8, 1992 (18 tuổi)   | Cuba       |
| 9   | TĐ     | Yaudel Lahera     | 9 tháng 2, 1992 (19 tuổi)   | Cuba       |
| 10  | TV     | Maikel Chang      | 18 tháng 4, 1991 (19 tuổi)  | Cuba       |
| 11  | TĐ     | Yasnay Rivero     | 11 tháng 7, 1991 (19 tuổi)  | Cuba       |
| 12  | TM     | Andy Ramos        | 23 tháng 2, 1991 (20 tuổi)  | Cuba       |
| 13  | TV     | Over Urgellez     | 14 tháng 1, 1992 (19 tuổi)  | Cuba       |
| 14  | HV     | Carlos Castellano | 8 tháng 9, 1991 (19 tuổi)   | Cuba       |
| 15  | HV     | Angel Rodriguez   | 4 tháng 3, 1991 (20 tuổi)   | Cuba       |
| 16  | TĐ     | Daniel Cantero    | 3 tháng 12, 1991 (19 tuổi)  | Cuba       |
| 17  | TV     | Dayron Blanco     | 2 tháng 10, 1992 (18 tuổi)  | Cuba       |
| 18  | HV     | Francisco Salazar | 21 tháng 3, 1991 (20 tuổi)  | Cuba       |

### México
Huấn luyện viên:  Juan Carlos Chávez

| Số | VT | Cầu thủ                | Ngày sinh (tuổi)            | Trận | Bàn | Câu lạc bộ          |
| -- | -- | ---------------------- | --------------------------- | ---- | --- | ------------------- |
| 1  | TM | José Antonio Rodríguez | 4 tháng 7, 1991 (19 tuổi)   |      |     | Guadalajara         |
| 2  | HV | Kristian Álvarez       | 20 tháng 4, 1992 (18 tuổi)  |      |     | Guadalajara         |
| 3  | HV | Alexis Loera           | 9 tháng 2, 1991 (20 tuổi)   |      |     | Atlas               |
| 4  | HV | Nestor Araújo          | 29 tháng 8, 1991 (19 tuổi)  |      |     | Cruz Azul           |
| 5  | TV | Diego de Buen          | 13 tháng 7, 1991 (19 tuổi)  |      |     | UNAM                |
| 6  | TV | Marvin Piñón           | 12 tháng 6, 1991 (19 tuổi)  |      |     | Monterrey           |
| 7  | TV | Saul Villalobos        | 26 tháng 6, 1991 (19 tuổi)  |      |     | Atlas               |
| 8  | TV | Carlos Orrantía        | 1 tháng 2, 1991 (20 tuổi)   |      |     | UNAM                |
| 9  | TĐ | Taufic Guarch          | 4 tháng 10, 1991 (19 tuổi)  |      |     | Estudiantes Tecos   |
| 10 | TV | Jorge Mora             | 16 tháng 1, 1991 (20 tuổi)  |      |     | Guadalajara         |
| 11 | TĐ | Ulises Dávila          | 13 tháng 4, 1991 (19 tuổi)  |      |     | Guadalajara         |
| 12 | TM | Carlos López           | 21 tháng 3, 1991 (20 tuổi)  |      |     | Talleres de Córdoba |
| 13 | TĐ | Lugiani Gallardo       | 20 tháng 4, 1991 (19 tuổi)  |      |     | América             |
| 14 | TV | Jorge Enríquez         | 8 tháng 1, 1991 (20 tuổi)   |      |     | Guadalajara         |
| 15 | HV | César Ibáñez           | 1 tháng 4, 1992 (18 tuổi)   |      |     | Atlas               |
| 16 | HV | Jorge Valencia         | 6 tháng 4, 1991 (19 tuổi)   |      |     | UANL                |
| 17 | TĐ | Alan Pulido            | 8 tháng 3, 1991 (20 tuổi)   |      |     | UANL                |
| 18 | HV | Diego Reyes            | 19 tháng 9, 1992 (18 tuổi)  |      |     | América             |
| 19 | TĐ | Edson Rivera           | 4 tháng 11, 1991 (19 tuổi)  |      |     | Atlas               |
| 20 | TĐ | David Izazola          | 23 tháng 10, 1991 (19 tuổi) |      |     | UNAM                |

### Trinidad và Tobago
Huấn luyện viên:  Zoran Vraneš

| Số | VT | Cầu thủ                   | Ngày sinh (tuổi)            | Trận | Bàn | Câu lạc bộ                           |
| -- | -- | ------------------------- | --------------------------- | ---- | --- | ------------------------------------ |
| 1  | TM | John Thomas               | 18 tháng 11, 1993 (17 tuổi) |      |     | Fatima College                       |
| 2  | TV | Isaiah Melville-Fergusson | 13 tháng 11, 1991 (19 tuổi) |      |     | University of South Carolina Upstate |
| 4  | HV | Sheldon Bateau            | 29 tháng 1, 1991 (20 tuổi)  |      |     | San Juan Jabloteh                    |
| 5  | HV | Akeem Adams               | 13 tháng 4, 1991 (19 tuổi)  |      |     | United Petrotrin                     |
| 6  | HV | Joevin Jones              | 8 tháng 3, 1991 (20 tuổi)   |      |     | W Connection                         |
| 7  | TĐ | Shahdon Winchester        | 8 tháng 1, 1992 (19 tuổi)   |      |     | W Connection                         |
| 8  | TV | Kenaz Williams            | 22 tháng 1, 1992 (19 tuổi)  |      |     | Joe Public                           |
| 9  | TV | Cordell Cato              | 15 tháng 7, 1992 (18 tuổi)  |      |     | San Juan Jabloteh                    |
| 10 | TĐ | Jerrel Britto             | 4 tháng 7, 1992 (18 tuổi)   |      |     | San Juan Jabloteh                    |
| 11 | TV | Johan Peltier             | 26 tháng 3, 1992 (19 tuổi)  |      |     | San Juan Jabloteh                    |
| 12 | HV | Akil Clarke               | 25 tháng 9, 1991 (19 tuổi)  |      |     | St. Ann's Rangers                    |
| 13 | TV | Jerron Quashie            | 13 tháng 11, 1991 (19 tuổi) |      |     | University of Trinidad và Tobago     |
| 14 | HV | Jerron Morris             | 10 tháng 9, 1991 (19 tuổi)  |      |     | Defence Force                        |
| 15 | HV | Dwight Ceballo            | 6 tháng 6, 1992 (18 tuổi)   |      |     | Ma Pau                               |
| 16 | TV | Ryan Frederick            | 11 tháng 6, 1992 (18 tuổi)  |      |     | W Connection                         |
| 17 | TV | Marcus Joseph             | 29 tháng 4, 1991 (19 tuổi)  |      |     | Joe Public                           |
| 19 | HV | Weslie John               | 29 tháng 7, 1991 (19 tuổi)  |      |     | W Connection                         |
| 21 | TM | Stefan Berkley            | 27 tháng 9, 1991 (19 tuổi)  |      |     | University of Connecticut            |